# Radiohead Rocks Germany 2001
Radiohead Rocks Germany 2001 is een livealbum van de Britse muziekgroep Radiohead. Het muziekalbum is opgenomen op 1 juni 2001 in Nürburg, Duitsland tijdens het Ring Festival tijdens een concert dat werd uitgezonden in de serie Rockpalast. Het album werd uitgegeven door Immortal. Het album verschijnt zowel als compact disc als dvd en is in Nederland gefabriceerd.
Op de site van Radiohead werd geen melding gemaakt van het album. Informatie over de musici ontbreekt op het album. Het is een niet door de band geautoriseerde uitgave. Het album is via allerlei internetwinkels te koop.

## Composities

### Disc 1
1. The National Anthem
2. Morning Bell
3. Lucky
4. Talk Show Host
5. In Limbo
6. My Iron Lung
7. Packt Like Sardines In A Crushed Tin Box
8. Exit Music
9. No Surprises
10. Dollars And Cents
11. Street Spirit (Fade Out)
12. You And Whose Army?
13. Karma Police

### Disc 2
1. I Might Be Wrong
2. Pyramid Song
3. Paranoid Android
4. Idioteque
5. Everything In Its Right Place
6. Airbag
7. Just
8. The Bends
9. How To Disappear Completely